# Daphnia hyalina
Daphnia hyalina is een watervlooiensoort uit de familie van de Daphniidae. De wetenschappelijke naam van de soort is voor het eerst geldig gepubliceerd in 1860 door Leydig.